# إلحاد جديد
الإلحاد الجديد هو مصطلح صاغه الصحفي اللا ديني جاري وولف في 2006 ليصف الآراء التي يتبناها بعض ملحدي القرن الحادي والعشرين. يتكون هذا الإلحاد الحديث من مجموعة من المفكرين والكتّاب الذين يؤيدون فكرة أنه لا يجب التسامح ببساطة مع الخرافات والأديان واللا عقلانية، وكشفها من خلال النقاش العقلاني حيثما ظهر تأثيرها في الحكومة والتعليم والسياسة. طبقاً لريتشارد أوستلينغ، فإن بيرتراند رسل (في كتابه لماذا أنا لست مسيحيًّا؟ المنشور في عام 1927) تبنى آراء مماثلة لتلك التي يتبنيها الملحدون الجدد، مقترحا أنه لا يوجد اختلاف جوهري بين الإلحاد التقليدي والإلحاد الجديد.
ينسب الإلحاد الجديد نفسه ويتداخل كثيرا مع الإنسانية العلمانية وضد الألوهية، خاصة في انتقاده لما يعتبره الملحدون الجدد تلقينا للأطفال وتخليدا للأيدولوجيات المبنية على الإيمان بالخوارق. يصف بعض منتقدي الحركة بأنها مزدرية مثل «الإلحاد العسكري» أو «الإلحاد الأصولي».

## التاريخ

### التاريخ المبكر
علقت عالمة النبات من جامعة هارفارد آسا جراي (وهي مسيحية مؤمنة وإحدى أوليات المؤيدات لنظرية التطور لتشارلز داروين) في 1868 أن معظم الداروينيين في إنجلترا لديهم تسلسل أفكار «إنجليزي مادي وإيجابي». كان مؤيد داروين توماس هكسلي أيضا متشكك بشكل كبير، كما وصفت كاتبة السير جانيت براون:
"كان هكسلي يثور على المعجزات ووجود الروح. بعد شهور قليلة، صاغ كلمة "لا ديني" لوصف موقفه الشخصي بأنه ليس مؤمنا وليس غير مؤمن، بل شخص يعتبر نفسه حرا في أن يبحث بعقلانية في أسس المعرفة، أو كفيلسوف في المنطق المحض [...] ناسبه المصطلح جيدا [...] كما جذب اهتمام المفكرين الأحرار الآخرين، والعقلانيين الشاكّين في حيز هكسلي، وأشار إلى صورة معينة نشطة من العقلانية العلمية في العقود الأخيرة من القرن التاسع عشر، [...] بين يديه، أصبحت اللا دينية عقيدة مثلها مثل غيرها: ديانة الشك. استخدمها هكسلي كمذهب سيضعه في مستوى أخلاقي أعلى حتى من الأساقفة والمطران. إلا أن كل الأدلة تشير إلى أن هكسلي كان صادقا في رفضه لاندفاع الإلحاد المحض ضد نفسه. رفض أن يكون "كاذبا". لكي يبحث بصرامة في المجال الروحي، أكد أنه كان أمر أعلى من مجرد كونه مؤمنا أم لا كالعبيد. قال لتشارلز كينغسلي في 1860 "يتناسب إحساس الإيمان العميق مع كل غياب اللاهوت".

### التاريخ الحديث
منذ نشر كتاب نهاية الإيمان: الدين والإرهاب ومستقبل المنطق في 2004 لسام هاريس والذي كان في قائمة أكثر الكتب مبيعا في الولايات المتحدة، ظهرت على مدى السنوات التالية سلسلة من الكتب الأكثر مبيعًا لمؤلفين ملحدين. حفزت أحداث 11 سبتمبر 2001 سام هريس والتي ألقى باللوم كاملا على الإسلام، بينما انتقد أيضا المسيحية واليهودية. بعد ذلك بسنتين، كتب هاريس رسالة إلى الأمة المسيحية والذي كان أيضا انتقادا لاذعا للمسيحية. في 2006، بعد برنامجه الوثائقي مصدر كل الشرور؟، نشر ريتشارد دوكينز كتاب وهم الإله والذي كان في قائمة ذا نيويورك تايمز لأكثر الكتب مبيعا لمدة 51 أسبوعا.
في عمود صحفي في 2010 بعنوان «لماذا لا أؤمن بالإلحاد الجديد»، وضح توم فلين أن ما يُسمى «الإلحاد الجديد» ليس حركة وليس جديدا، وأن الجديد هو المواد الإلحادية المنشورة لكتّاب كبار والتي قرأها الملايين وظهرت في قوائم الأكثر مبيعا.
في 6 نوفمبر 2015، نشرت مجلة ذا نيو ريببلك مقالا بعنوان «هل الإلحاد الجديد ميت؟». كتب الملحد وعالم الأحياء التطورية ديفيد سلون ويلسون «يبدو أن العالم أصبح متعبا من حركة الإلحاد الجديدة». في 2017، أعلن بول مايرز –الذي اعتبر نفسه سابقا ملحدا جديدا- رسميا حركة الإلحاد الجديدة.

## شخصيات بارزة

### الفرسان الأربعة

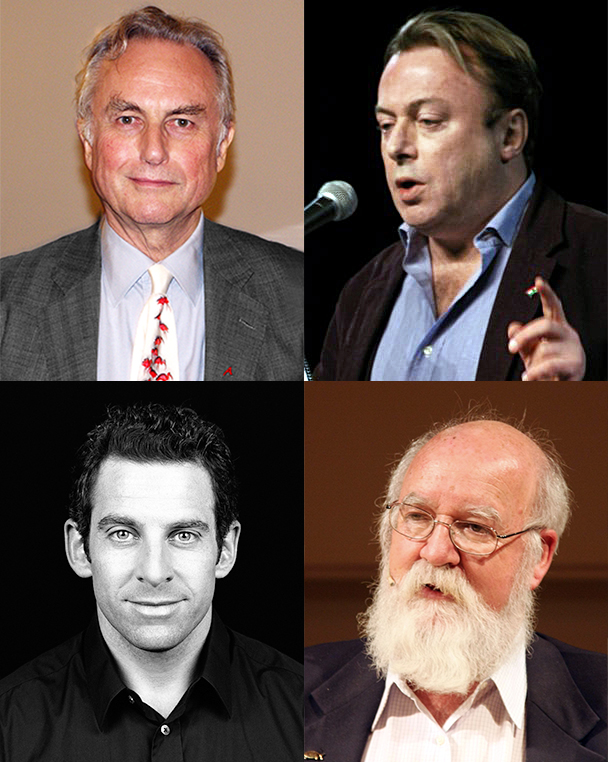
فرسان الإلحاد الأربعة. مع اتجاه عقارب الساعة ريتشارد دوكينز، كريستوفر هيتشنز، ودانيال دينيت وسام هاريس

في 30 سبتمبر 2007، تقابل أربعة ملحدين مشهورين (ريتشارد دوكينز وسام هاريس وكريستوفر هيتشنز ودانيال دينيت) في مقر إقامة هيتشنز في العاصمة واشنطن في نقاش خاص استمر لمدة ساعتين. تم تصوير الفيديو وتسميته «الفرسان الأربعة». أثناء «نقاش الله» في 2010 بين كريستوفر هيتشنز ودينيش دسوزا، أشير إلى الرجال الأربعة باسم «فرسان الرؤيا الأربعة» إشارة إلى فرسان رؤيا يوحنا الأربعة في الكتاب المقدس من سفر الرؤيا. وُصف الأربعة استخفافا باسم «الملحدين البروتستانتيين».
سام هاريس هو مؤلف عدة كتب ضمن قائمة أكثر الكتب الواقعية مبيعا مثل نهاية الإيمان وخطاب إلى الأمة المسيحية والمشهد الأخلاقي والصحوة: دليل لروحانية بدون دين، بالإضافة إلى عملين قصيرين نُشرا في البداية ككتب إلكترونية هما الإرادة الحرة والكذب. هاريس مؤسس مساعد لمشروع المنطق.
ريتشارد دوكينز هو مؤلف كتاب وهم الإله والذي أضاف له وثائقي القناة التلفزيونية الرابعة عنوان مصدر كل الشرور؟. دوكينز هو مؤسس مؤسسة ريتشارد دوكينز للمنطق والعلوم. كتب: «بالمناسبة أنا لا أعترض على لقب الفرسان. لكنني أقل ولعا بلقب» الملحدين الجدد«فليس من الواضح لي كيف نختلف عن الملحدين القدماء.»
كريستوفر هيتشنز هو مؤلف كتاب الإله ليس عظيما وسمته مجلة فورين بوليسي وبروسبيكت واحدا من «أهم 100 مفكر عام». بالإضافة إلى ذلك، خدم هيتشنز كمستشار للتحالف العلماني الأمريكي. في 2010 نشر هيتشنز مذكراته هيتش-22 (اسم أطلقه عليه صديقه المقرب سلمان رشدي، والذي دعمه هيتشنز دائما أثناء وبعد مشكلة الآيات الشيطانية). بعد نشرها بفترة قصيرة، تم تشخيص هيتنشز بسرطان المرئ والذي أدى إلى وفاته في ديسمبر 2011. قبل وفاته، نشر هيتشنز مجموعة من المقالات والأبحاث في كتابه قابل للجدل، كما نُشرت نسخة قصيرة بعنوان الموت بعد وفاته في 2012.
دانيال دينيت هو مؤلف كتاب فكرة داروين الخطيرة وكسر تعويذة والكثير من الكتب الأخرى، كما كان مؤيدا كبيرا لمشروع رجال الدين وهي مؤسسة تقدم الدعم لرجال الدين في الولايات المتحدة الذين لا يؤمنون بالله ولكنهم لا يستطيعون المشاركة بصورة طبيعية في مجتمعهم.

#### فارسة إضافية
بعد وفاة هيتشنز، رفضت آيان حرصي علي (والتي حضرت مؤتمر الإلحاد العالمي في 2012 والذي كان هيتنشز سيحضره) تسميتها «الفارسة الإضافية» لأنها دُعيت في اجتماع 2007 «للفرسان» الملحدين ولكنها اضطرت إلى الإلغاء في آخر دقيقة. وُلدت حرصي علي في مقديشو بالصومال وهربت في 1992 إلى هولندا هربا من الزواج المدبر. انخطرت حرسي في السياسة الهولندية حيث رفضت الإيمان وأصبحت مؤثرة في رفض الأيدولوجيا الإسلامية خاصة بخصوص النساء كما أظهرت في كتبها الكافر والعذراء السجينة. شاركت حرصي علي لاحقا في إنتاج فيلم خضوع، والذي قُتل بسببه صديقها ثيو فان جوخ ووضع تهديدات بالقتل لحرسي على صدره. أدى ذلك إلى اختفاء حرسي علي وهجرتها لاحقا إلى الولايات المتحدة، حيث تقطن الآن وتستمر كناقدة أيقونية للإسلام. تتحدث حرسي دائما ضد معاملة المرأة في العقيدة الإسلامية والمجتمع الإسلامي، كما تدافع عن حق حرية التعبير وحرية النقد.

## المنظور
يكتب العديد من الملحدين المعاصرين من منظور علمي. على عكس كتّاب سابقين والذين اعتقدوا أن العلم غير مبال أو حتى غير قادر على التعامل مع مفهوم «الله»، نجد أن دوكينز يختلف معهم قائلا أن «فرضية الله» هي فرضية علمية صحيحة حيث لها تأثيرات في العالم الفيزيائي وكأي فرضية أخرى يمكن إثباتها أو دحضها. افترض فيكتور ستينغر لاحقا أن الإله الإبراهيمي الشخصي هو فرضية علمية يمكن اختبارها من خلال الطرق العلمية الأساسية. اسنتج كل من دوكينز وستينغر أن الفرضية تفشل في هذه الاختبارات، ويجادلان أن الطبيعية كافية لشرح كل ما نلاحظه في الكون من أبعد المجرات إلى أصل الحياة ووجود الأنواع المختلفة والأعمال الداخلية في الدماغ والوعي. يجادلان أيضا أنه ليس من الضروري في أي مكان أن نقحم الله أو أي شيء خارق لفهم الواقع. يرفض الملحدون الجدد ألوهية يسوع أيضا.

### الاختبار العلمي للدين
يؤكد غير المؤمنين على أن الادعاءات الدينية أو الخارقة (مثل الميلاد العذري ليسوع والحياة الآخرة) هي ادعاءات علمية في طبيعتها. يجادلون –مثل الربوبيين والمسيحيين المتحررين- أن قضية ميلاد يسوع المفترضة ليست مسألة «قيم» أو «أخلاق» بل هي قضية تساؤل علمي. يعتقد المفكرون العقلانيون أن العلم قادر على البحث على الأقل في بعض –إن لم يكن كل- الادعاءات الخارقة. تحاول بعض المؤسسات مثل عيادة مايو وجامعة دوك إيجاد دعم تجريبي للقدرة الشفائية للصلوات التوسطية. طبقا لستينغر، لم تجد هذه التجارب حتى الآن أي أدلة على جدوى الصلوات التوسطية.

### جدالات منطقية
يجادل ستينغر أيضا في كتابه الإله: الفرضية الفاشلة أن الإله الذي يمتلك صفات القوة المطلقة والعلم المطلق والخير المطلق لا يمكن منطقيا أن يكون موجودا. نجد أيضا سلسلة مماثلة من الدحض المنطقي لوجود الإله بصفات متعددة في كتاب مايكل مارتن وريكي مونييه استحالة الإله، أو مقال ثيودور درينج «جدالات الخواص الغير متوافقة».

### العلم والأخلاقية
أشاع سام هاريس فكرة أن العلم -وبالتالي الحقائق الموضوعية غير المعروفة حاليا- يمكنه بناء أخلاقية بشرية بطريقة عالمية. تفترض كتب هاريس المشهد الأخلاقي وندوة تيد تحت عنوان كيف يمكن للعلم أن يحدد القيم الأخلاقية أنه يمكن التفكير في الكيانات البشرية والمعاناة المقابلة كمشهد فيه قمم وأودية تمثل الطرق المتعددة لتحقيق التطرف في التجربة الإنسانية، وأنه هناك حالات موضوعية للكينونات.

### السياسة
الإلحاد الجديد مرتبط بالسياسة بعدة طرق، منها حملات جذب الانتباه إلى المركز التمييزي المنحاز الذي يتمتع به الدين ومن أجل تقليل تأثير الدين في الساحة العامة، ومحاولات لتشجيع التغيير الثقافي (المتمركز في الولايات المتحدة على القبول العام للإلحاد)، وجهود لتشجيع فكرة «الهوية الإلحادية». لوحظت أيضا انقسامات إستراتيجية داخلية حول القضايا، مثل الأسئلة حول تعددية الحركة في ضوء التوازن الجنسي والعرقي.

## الانتقادات

### اتهامات الإنجيلية والأصولية
اهتم اللاهوتيان جيفري روبينز وكريستوفر رودكي بما اعتبراه «الطبيعة الإنجيلية للإلحاد الجديد، والذي يفترض أن لديه أخبارا جيدة ليشاركها من أجل المستقبل النهائي للبشرية من خلال تحويل أكبر عدد ممكن من الناس». يعتقدان أنهما قد وجدا تشابهات بين الإلحاد الجديد والمسيحية الإنجيلية واستنتجا أن الطبيعة المستهلكة لكل منهما «تشجع على صراع لا نهائي وبدون إحراز أي تقدم» بين كل من الطرفين.
قال عالم الاجتماع ويليام شتال «المدهش في النقاش الحالي هو تكرار وصف الملحدين الجدد كصورة عكسية للأصولية الدينية».
قدم فيلسوف العلم الملحد مايكل روز ادعاء أن ريتشارد دوكينز سيفشل في مساقات «أولية» عن دراسة «الفلسفة أو الدين» (مثل مساقات فلسفة الدين)، المساقات التي تُدرس على سبيل المثال في العديد من المؤسسات التعليمية مثل الكليات والجامعات حول العالم. ادعى روز أيضا أن حركة الإلحاد الجديدة –والتي يعتبرها «كارثة لعينة»- تجعله يشعر بالخزي كفيلسوف علم محترف أن يكون من بين الملحدين، خاصة لأن الإلحاد الجديد يضر العلم بشدة ويضر المعرفة بشكل أكبر.
انتقد بول كورتز (المحرر في فري إنكويري ومؤسس كتب بروميثيوس) العديد من الملحدين الجدد، حيث قال «أعتبرهم ملحدين أصوليين... فهم ضد الدين كما أنهم ممتلؤون بالكراهية للأسف. الآن هم ملحدون جيدون جدا وأشخاص متفانون لا يؤمنون بالله. ولكن هناك هذه المرحلة العنيفة العسكرية من الإلحاد، وهذا يؤدي إلى ضرر أكثر مما يؤدي إلى نفع».

### الانحيازات السياسية
افترض الفيلسوف ماسيمو بيليوتشي أن حركة الإلحاد الجديدة تتداخل مع العلمية، والتي يعتقد أنها غير سليمة فلسفيا. كتب: «ما أعترض عليه هو هذا الميل الموجود بين الملحدين الجدد لمدّ تعريف العلم ليشمل حرفيا كل شيء له علاقة بالحقائق بصورة فضفاضة... يبدو الأمر جليا لي أن معظم الملحدين الجدد (ما عدا الفلاسفة المحترفين بينهم) يتشدقون عن الفلسفة كثيرا دون أن يقرأوا ورقة واحدة في هذا المجال... في الحقيقة سأذهب لأبعد من ذلك لأتهم الكثير من قادة حركة الإلحاد الجديد (وبالتأكيد عدد كبير من تابعيهم) بأنهم معادون للعقلانية، وأحد الأدلة على ذلك هو عدم احترام الأهمية المناسبة والقيم وطرق مجال آخر في الاجتهاد العقلي».
انتقد الفيلسوف الملحد جاك بيرلينربلاو تقليد الإلحاد الجديد للدين في كونه عدوانيا لأهدافه ويدعي أنهم لم يحققوا الكثير سياسيا.

## المنشورات الرئيسية
- نهاية الإيمان: الدين والإرهاب ومستقبل المنطق لسام هاريس (2004)
- المانيفستو الإلحادي: القضية ضد المسيحية واليهودية والإسلام لميشيل أونفراي (نفي اللاهوت) (2005)
- العذراء السجينة: الإعتاق العلني للمرأة والإسلام لآيان حرصي علي (2006)
- الكافر: حياتي لآيان حرصي علي (2006)
- وهم الإله لريتشارد دوكينز (2006)
- رسالة إلى الأمة المسيحية لسام هاريس (2006)
- الإله ليس عظيما: كيف يسمم الدين كل شيء لكريستوفر هيتشنز (2007)
- لماذا أصبحت ملحدا: قسيس سابق يرفض المسيحية لجون و. لوفتوس (2008)
- بدون إله: لماذا أصبح قسيس إنجيلي أحد أهم الملحدين في أمريكا لدان باركر (2008)
- لماذا أنتم غاضبون أيها الملحدون؟ 99 شيئا يغضبون الملحدين لغريتا كريستينا (2012)
- نقاش الإله لغرايلنغ (2013)
- المهرطق: لماذا يحتاج الإسلام إلى التعديل الآن لآيان حرصي علي (2015)
- محاربة الإله: المانيفستو الإلحادي للعالم الديني لديفيد سيلفرمان (2015)
- غير تبريري: لماذا يجب أن تنتهي فلسفة الدين لجون و. لوفتوس (2016)
- الله: أكثر الشخصيات بغضا في كل الخيال لدان باركر (2016)

## هوامش
1. ↑  The term is sometimes used benignly, for example by atheists such as Frans de Waal.[6]